# 布瑞肯·卡爾迦
布瑞肯·卡爾迦（1990年2月19日—），出生於阿爾巴尼亞愛爾巴桑，是一名阿爾巴尼亞舉重運動員，曾代表國家參加2012年倫敦奧運和2016年里約奧運的舉重男子69公斤級，2012年排名第9。
2013年卡爾迦因為使用雄甾酮被禁賽兩年。